# Old Tjikko
Old Tjikko er en 9550 år gammel rødgran, som står Fulufjället Nationalpark i Dalarna. Det er verdens ældste kendte individuelle klonede træ. Fire forskellige prøver fra trærester i jorden ved træet, udført forskere fra Umeå Universitet, blev ved hjælp af C14-datering konstateret til at være 375, 5.660, 9.000 og 9.550 år gamle. DNA viste at alle prøverne kom fra samme individ.
Træet er navngivet efter opdageren professor Leif Kullmans hund Tjikko.